# Вальхаузен (Бад-Кройцнах)
Вальхаузен (нем. Wallhausen) — община в Германии, в земле Рейнланд-Пфальц.
Входит в состав района Бад-Кройцнах. Подчиняется управлению Рюдесхайм. Население составляет 1610 человек (на 31 декабря 2010 года). Занимает площадь 10,30 км².